# ボビー・ジンダル
ピユシュ・"ボビー"・ジンダル（英語：Piyush "Bobby" Jindal、1971年6月10日 - ）は、アメリカ合衆国の政治家。第55代ルイジアナ州知事。
インド系としては史上2人目の連邦議会議員を経て、2008年に歴代最年少の36歳でルイジアナ州知事となった。インド系としては史上初で、アジア系としてはハワイ州知事を務めたジョージ・アリヨシ（日系）、ベン・カエタノ（フィリピン系）、ワシントン州知事を務めたゲイリー・ロック（中華系）に続いて4人目の州知事となった。

## 生い立ち
1971年6月10日にルイジアナ州バトンルージュで、パンジャーブ州から移民して間も無い両親の間に誕生した。父はエンジニア、母は州立大学で物理学を学ぶ大学院生であった。4歳の時、人気TVシリーズ「ブラディー・バンチ」のキャラクターに因んで「ボビー」という愛称を名乗り、以来通称として定着している。ヒンドゥー教徒であったが、高校生でカトリックに改宗しており、今でも毎週教会に行くほど信仰は厚い 。
ブラウン大学を生物学と公共政策で優等の学位を得て卒業し、ローズ奨学生としてオックスフォード大学ニューカレッジで政治学の修士号を取得し、マッキンゼー・アンド・カンパニーにヘルスケア関連のコンサルタントとして勤務した。コンサルタントとして、同じインド人実業家であるラクシュミー・ミッタルとともに仕事をした経験もある。

## 公職
1995年にかつてインターンとして仕えていたことのあるマクレーリー下院議員（共和党）の紹介により、当時のフォスター・ルイジアナ州知事（共和党）の知遇を得、翌年州の健康病院局長に任命された。3年の任期中に破綻状態にあった州メディケア・システムの黒字化を達成した。その後合衆国の超党派メディケア改革委のメンバーや、ルイジアナ大学システムの総長といった職務を経て、2001年にジョージ・W・ブッシュ大統領により、連邦政府の保健社会福祉省次官補に抜擢され、2003年まで勤務した。
2003年ルイジアナ州知事選挙に出馬するが落選した。翌年連邦下院議員選に出馬して当選を果たした。2006年には88パーセントの得票を得て再選した。2007年ルイジアナ州知事選挙に立候補して得票率53.9パーセントで当選した。翌2008年1月に第55代ルイジアナ州知事に就任した。
選挙戦ではハリケーン・カトリーナを巡る州政府の対応を批判するとともに、州組織の不透明さが州への投資を阻んでいるとして、一連の「倫理改革」 (Ethics Reform) を提唱。2008年2月には倫理改革の具体化として、選挙資金の是正・利益相反への対処・ロビー活動の適正化・情報公開など州政府のあらゆる面での透明化を主張し、議会への支持を訴えた。
人工妊娠中絶や同性婚問題などにおいて、概して保守的な主張をとる社会保守派であるが、インド系というエスニシティや州改革への大胆なアプローチによって、党派を超えた支持を得ている。同性婚や妊娠中絶に反対で、妊娠中絶に関しては、レイプや近親相姦による妊娠、母体の健康に危険がある場合でも、断固反対の立場を取る。
2008年アメリカ合衆国大統領選挙において、保守系の人気ラジオパーソナリティーであるラッシュ・リンボーが、ジンダルを副大統領候補に擬する発言をして以降アメリカのメディアでその可能性が盛んに報じられた。共和党の指名候補であるジョン・マケインの高齢や、保守派への受けの悪さを補うとともに、民主党候補であるバラク・オバマの対抗馬としてマイノリティへのアピールが可能である点などが指摘され、5月にはマケインが他の副大統領候補とされている人物らとともに、ジンダルをパーティーに招待して憶測を呼んだが、実現しなかった。その後は2012年アメリカ合衆国大統領選挙の共和党候補に推す声が一部で高まったが、2008年12月にその可能性を問われたジンダルは、2011年の州知事選挙での再選を目指すことを理由に否定的な考えを示している。
2011年の州知事選挙に再選を目指して立候補し、得票率65.8パーセントで再選された。
2015年6月24日に2016年アメリカ合衆国大統領選挙に共和党候補として立候補することを表明した。11月17日、大統領選挙からの撤退を明らかにした。
2016年2月5日、共和党指名争いにおけるマルコ・ルビオ上院議員への支持を表明した。2016年アメリカ合衆国大統領選挙に勝利したドナルド・トランプの政権では保健福祉長官の候補に名前が挙がったが、実現しなかった。

## 家族
1997年にスプリヤ・ジョリーと結婚し、3人の子供をもうけた。

## 参照
1. ↑  Louisiana Secretary of State>Official Election Results Results for Election Date 10/22/2011
2. ↑  “米共和党ジンダル知事が出馬表明”. 産経ニュース (産経新聞). (2015年6月25日) 2015年6月25日閲覧。
3. ↑  “米共和党候補ジンダル氏、大統領選から撤退”. CNN. (2015年11月18日) 2016年3月12日閲覧。
4. ↑  “共和ジンダル氏、ルビオ氏支持＝米大統領選”. 時事通信. (2016年2月6日) 2016年3月17日閲覧。